# Samuel Shankland
Samuel Shankland, noto anche come Sam Shankland (Berkeley, 1º ottobre 1991), è uno scacchista statunitense.
Ha conseguito il titolo di Grande maestro in giugno 2011, all'età di 20 anni.
Ha raggiunto il più alto rating FIDE nel febbraio 2019, con 2731 punti Elo, 4º nel suo paese e 24º al mondo.

## Carriera
- 2008 :  in luglio vince, sarà il più giovane a farlo sino al 2018 quando il record sarà superato da Christopher Yoo,[2], il campionato della California (ripetuto nel 2009 e 2011);  in settembre è terzo, dietro a Ivan Šarić e Nguyen Ngoc Truong Son, nel Campionato del mondo U18 di Vũng Tàu;[3]
- 2011 :  in aprile è terzo nel Campionato degli Stati Uniti, vinto da Gata Kamsky;  in agosto è 2º-7º nel festival di Dresda, vinto da Evgenij Vorob'ëv;[4]  in settembre, nella Coppa del Mondo di Chanty-Mansijsk, supera nel 1º turno Péter Lékó, ma nel 2º viene eliminato da Abhijeet Gupta;
- 2013 :  in gennaio vince con gli Stati Uniti il 9º Campionato panamericano a squadre di scacchi, ottenendo 3,5 punti su 4.[5]
- 2014 :  realizza 9/10 alle Olimpiadi di Tromsø, vincendo la medaglia d'oro individuale in 2ª riserva;  in ottobre è 2º=1º con Julio Granda Zúñiga e a altri 4 nel Continental Championship di Rio Grande do Norte[6], qualificandosi per la Coppa del Mondo del 2015;  in novembre è secondo dietro a Sergei Azarov nel Millionaire Chess Open di Las Vegas;[7]
- 2015 :  in gennaio è terzo con 9/13 nel torneo Tata Steel B, dietro a Wei Yi e David Navara.[8]
- 2016 :  in giugno vince l'11º Torneo Internazionale di Edmonton con 8 punti ;[9]  in agosto vince il Torneo scacchistico internazionale di Biel con 7.5 punti; in settembre vince le Olimpiadi scacchistiche con la squadra degli Stati Uniti; ha giocato in quarta scacchiera e ottenuto 5,5 punti.
- 2017 :  in febbraio a Burlingame in California vince il torneo di Chinggis .[10]
- 2018 :  in aprile vince il Campionato degli Stati Uniti; in maggio a L'Avana è il primo giocatore statunitense a vincere il Capablanca Memorial. In giugno vince a Montevideo il 13º Campionato Continentale Americano con 9 punti su 11.[11] In ottobre si piazza secondo con gli Stati Uniti nelle Olimpiadi.[12]  Lo stesso mese disputa a Hoogeveen un match contro il russo Peter Svidler, nel quale viene sconfitto per 2½ - 3½.[13]
- 2021: in giugno vince il Prague Chess Festival a Praga con 5,5 punti su 8, distanziando di mezzo punto Jan-Krzysztof Duda.[14]
- 2025 In giugno vince a Foz do Iguaçu il 18º Campionato Continentale Americano con 8,5 punti su 11, superando per spareggio tecnico altri 6 GM . [15]

## Vita privata
Nel 2017 partecipa alla prima stagione del reality show Kicking & Screaming, nel quale è stato eliminato al secondo episodio .